# Jerzy Farensbach
Jerzy (Jürgen) Farensbach herbu Farensbach (ur. 1551, zm. 18 maja 1602) – wódz wojsk polskich, hetman szlachty inflanckiej, starosta karkuski, laudański, rujeński, tauruski.
Pochodził z niemieckiego rodu Farensbachów herbu Farensbach z Inflant. Służył wojskowo w Szwecji, Francji, Holandii, Niemczech i Rosji. W służbie duńskiej był gubernatorem Ozylii, a w 1577 dowodził duńskimi posiłkami dla Gdańska. Dwa lata później przeszedł do służby w armii Rzeczypospolitej. Jako dowódca rajtarii brał udział w kampaniach Batorego przeciw Rosji. W 1583 został hetmanem inflanckim. W 1587 dowodził piechotą niemiecką broniącą Krakowa przed arcyksięciem Maksymilianem. Poseł na sejm koronacyjny 1587/1588 roku z Inflant.
Pod Byczyną dowodził rajtarią. W 1589 roku był sygnatariuszem ratyfikacji traktatu bytomsko-będzińskiego na sejmie pacyfikacyjnym. W 1598 dowodził wyprawą Zygmunta III do Szwecji, w tym samym roku został wojewodą wendeńskim. W roku 1600 kierował obroną Inflant przed najazdem szwedzkim. Śmiertelnie ranny podczas oblężenia Fellina w 1602. Należał do wybitniejszych dowódców jazdy polskiej przełomu XVI i XVII wieku.
Jego synami byli Wolmar (1586–1633) i Jan (zm. 1627).